# المرقب (المخادر)

تعديل مصدري - تعديل

المرقب هي إحدى قرى عزلة الصفي بمديرية المخادر التابعة لمحافظة إب، بلغ تعداد سكانها 644 نسمة حسب تعداد اليمن لعام 2004.